# Herpetogramma
Herpetogramma – rodzaj motyli z rodziny wachlarzykowatych.

## Zasięg występowania
Przedstawiciele tego rodzaju występują w Eurazji, Australii, na Nowej Zelandii oraz w obu Amerykach.

## Biologia i ekologia

### Biotop
Gatunki z rodzaju Herpetogramma występują na terenach trawiastych, w tym antropogenicznych jak pastwiska, pola czy trawniki.

### Odżywianie
Larwy większości gatunków żerują na trawach, jednak  niektóre zjadają również paprocie lub astry. Wyhodowywano je również z Laportea canadensis z rodziny pokrzywowatych oraz z imbiru.

## Systematyka
Do Herpetogramma zaliczanych jest 108 gatunków:

- Herpetogramma abdominalis
- Herpetogramma acyptera
- Herpetogramma aeglealis
- Herpetogramma agavealis
- Herpetogramma albicilia
- Herpetogramma albipennis
- Herpetogramma albivitta
- Herpetogramma ambitalis
- Herpetogramma amselalis
- Herpetogramma antillalis
- Herpetogramma aquilonalis
- Herpetogramma atrirenalis
- Herpetogramma atropunctalis
- Herpetogramma barbipalpalis
- Herpetogramma basalis
- Herpetogramma bermudalis
- Herpetogramma biconvexa
- Herpetogramma bipunctalis
- Herpetogramma brachyacantha
- Herpetogramma brunnealis
- Herpetogramma centrostrigalis
- Herpetogramma cervinicosta
- Herpetogramma circumflexalis
- Herpetogramma cleoropa
- Herpetogramma continualis
- Herpetogramma coptobasalis
- Herpetogramma cora
- Herpetogramma couteneyi
- Herpetogramma cynaralis
- Herpetogramma debressyi
- Herpetogramma decora
- Herpetogramma desmioides
- Herpetogramma dilatatipes
- Herpetogramma elongalis
- Herpetogramma emphatica
- Herpetogramma exculta
- Herpetogramma fascinalis
- Herpetogramma fimbrialis
- Herpetogramma fluctuosalis
- Herpetogramma fuscescens
- Herpetogramma gnamptoceralis
- Herpetogramma grisealis
- Herpetogramma griseolineata
- Herpetogramma hipponalis
- Herpetogramma hirsuta
- Herpetogramma holochrysis
- Herpetogramma holophaea
- Herpetogramma hoozana
- Herpetogramma infuscalis
- Herpetogramma innotalis
- Herpetogramma juba
- Herpetogramma junctalis
- Herpetogramma latifuscalis
- Herpetogramma licarsisalis
- Herpetogramma longispina
- Herpetogramma luctuosalis
- Herpetogramma lulalis
- Herpetogramma magna
- Herpetogramma maledicta
- Herpetogramma mellealis
- Herpetogramma mimeticalis
- Herpetogramma minoralis
- Herpetogramma moderatalis
- Herpetogramma mutualis
- Herpetogramma nigricornalis
- Herpetogramma nigripalpis
- Herpetogramma obscurior
- Herpetogramma ochrimaculalis
- Herpetogramma ochrotinctalis
- Herpetogramma okamotoi
- Herpetogramma olivescens
- Herpetogramma omphalobasis
- Herpetogramma ottonalis
- Herpetogramma pachycera
- Herpetogramma pacificalis
- Herpetogramma pallidalis
- Herpetogramma pertextalis
- Herpetogramma phaeopteralis
- Herpetogramma phthorosticta
- Herpetogramma piasusalis
- Herpetogramma platycapna
- Herpetogramma pseudomagna
- Herpetogramma retrorsalis
- Herpetogramma rudis
- Herpetogramma salbialis
- Herpetogramma schausi
- Herpetogramma semilaniata
- Herpetogramma servalis
- Herpetogramma sphingealis
- Herpetogramma straminea
- Herpetogramma straminealis
- Herpetogramma stramineata
- Herpetogramma stultalis
- Herpetogramma subalbescens
- Herpetogramma submarginalis
- Herpetogramma subnitens
- Herpetogramma tenella
- Herpetogramma theseusalis
- Herpetogramma thestealis
- Herpetogramma tominagai
- Herpetogramma vacheri
- Herpetogramma verminalis
- Herpetogramma yaeyamense
- Herpetogramma zophosticta